# Kim Yong-su
Kim Yong-su (* 21. Dezember 1979) ist ein nordkoreanischer Fußballspieler. 

## Karriere
Kim tritt international als Spieler der Sportgruppe 25. April in Erscheinung, dem Klub der Koreanischen Volksarmee.
In den WM-Qualifikationsspielen von 2004 bis 2005 kam der Mittelfeldakteur zu neun Einsätzen in der nordkoreanischen Nationalmannschaft. 2005 und 2007 nahm Kim an den Qualifikationsrunden zur Ostasienmeisterschaft teil, bei den anschließenden Endrunden fand er keine Berücksichtigung.